# Pop'n music 7
Pop'n music 7 (ポップンミュージック 7 Poppun myūjikku 7?) es la séptima entrega de la saga de Pop'n music. Fue lanzado el 22 de noviembre de 2001 para arcade y fue lanzado el 21 de noviembre de 2002 para PlayStation 2. Los gráficos, la resolución y el audio ha sido mejorados para ambas versiones, permitiendo una mejor calidad al juego. Sin embargo, las canciones anteriores a esta entrega no fueron remasterizados para su jugabilidad. Consta de un total de 94 canciones en AC y unos 97 canciones en CS.

## Nuevas características
- Primer videojuego de Pop'n music en realizar un seguimiento del total de Greats, Goods y Bads en la parte inferior de la pantalla en cualquier modo de juego.
- Por primera vez, se visualiza el BPM de una canción durante el juego. También es el último juego que visualiza el BPM en la pantalla al momento de escoger una canción.
- El banner de las canciones que apareció por primera vez en Pop'n music 6, fue modificado para esta entrega: En lugar de verse rectangulares con bordes en las esquinas, cambiaron a los banners similares a los de Dance Dance Revolution, solo que más largos y serían los definitivos para las demás entregas.
- En la versión CS, primer videojuego con Battle mode y el único con Tournament mode.
- Ahora la duración de la canción cambió de una barra de tiempo a cifras que funciona a modo de cuenta regresiva.
- Por primera vez, si el jugador pierde al jugar con una canción en el primer stage, será capaz de pasar inmediatamente al segundo stage. Únicamente disponible en Normal mode.

## Modo de juego
El videojuego está compuesto por cuatro modos de juego:
Normal Mode: Es el modo básico del juego. Se compone de tres Stages por cada set. Por primera vez, cada stage contiene más canciones disponibles que el anterior, cosa que sus predecesores solo se limitaban a mostras ciertas canciones por cada stage. Las canciones secretas siempre estarán visibles una vez que hayan sido desbloqueadas permanentemente. 
Battle Mode: Es el modo batalla del juego. Consiste en hacer una mayor puntuación que el contrincante usando únicamente 3 botones por cada jugador. Disponible tres stages por set. 
Challenge Mode: Como su nombre lo dice, es el modo desafío en el que el jugador debe seleccionar dos Normas del juego antes de seleccionar una canción en cada stage. Una Norma consiste en un objetivo de puntaje o efecto de animación, que, dependiendo de su dificultad, cuan más difícil sea, se de consiguen más Challenge Points (puntos challenge), el cual cada Norma tiene una determinada cantidad de puntos, sumados con otra Norma, más el nivel de dificultad de la canción seleccionada, se obtiene una cifra mucho mayor de puntos. En Pop'n music 7 CS, estos sirven para desbloquear contenido disponible en la sección Omake, los cuales pueden ser galería de imágenes o vídeos del mismo videojuego, mientras que la versión arcade solo se limita al Extra Stage. 
Expert Mode: Este modo de juego consiste en seleccionar uno de los Courses disponibles en el juego, que consisten en cuatro canciones por cada set. El objetivo es superar las cuatro canciones evitando que la barra de energía se vacíe por completo.

## Extra stage
El nivel Extra (EX), un nivel de dificultad superior a Hyper, estará disponible en el Extra Stage solo si en el resultado final de los tres stages se consigue los puntajes requeridos: 54, 73, 82, 90, 91, 109, 117, 125, 126, 127, 128, o 129 puntos Challenge en total. Al jugar el Extra stage, la barra de energía denominada Groove Gauge cambiará a una barra de energía el cual disminuirá por cada fallo o desacierto del jugador, y a la vez se incrementará lentamente por cada acierto. En resumen, el jugador debe evitar que la barra se vacíe por completo.

## Canciones Tv & Anime
Las siguientes canciones adaptadas al juego provienen de sus respectivos orígenes: 

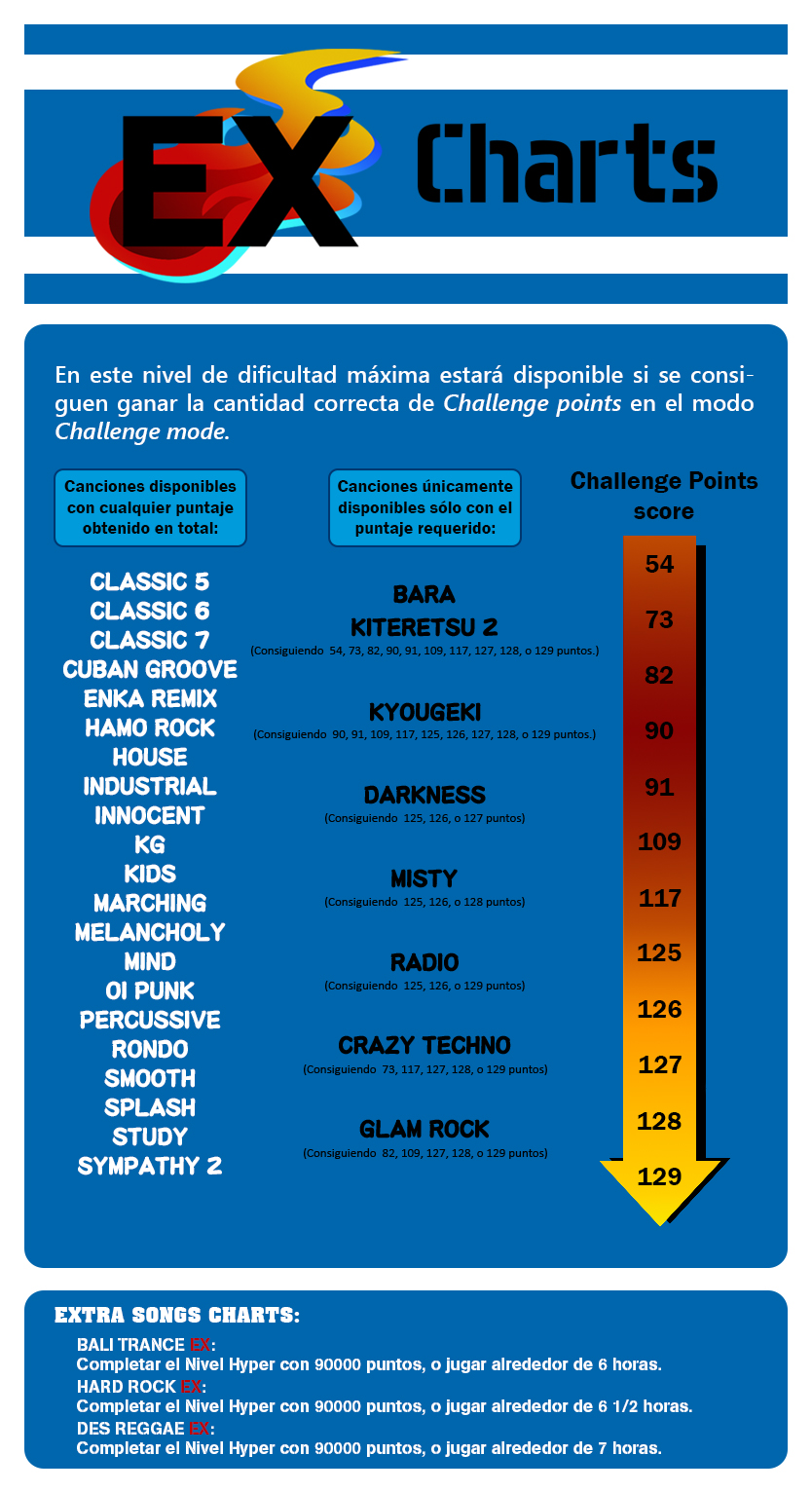
Imagen que explica los objetivos y puntuaciones necesarias en el juego.

- Título: ウルトラセブンの歌 (Urutora sebun no uta)

Género: SEVEN
Artista: ♪♪♪♪♪
Descripción: Es el opening de la serie japonesa de ciencia ficción Ultra Seven, programa televisivo creada por Tsuburaya Productions, :emitido el primero de octubre de 1967 y finalizada un año después, con un total de 49 episodios en total.
- Título: はじめてのチュウ (Hajimete no chuu)

Género: KITERETSU 2
Artista: なぞなぞパパ
Descripción: Es el opening de la cuarta temporada de la serie japonesa infantil Kiteretsu Daihyakka, anime dirigido por Hiro Katsuoka y Keiji Hayakawa emitida en marzo de 1988, cuyo manga fue publicado por Fujiko Fujio en abril de 1974, el autor también de Doraemon.
- Título: BITTER SWEET SAMBA

Género: RADIO
Artista: ♪♪♪♪♪
Descripción: Esta canción proviene del trompetista y cantante de origen estadounidense Herb Alpert, conocido así por formar parte del grupo musical Herb Alpert & The Tijuana Brass. Esta canción aparece en el álbum Whipped Cream & Other Delights.
- Título: PROJECT A PROCEEDS

Género: PROJECT A
Artista: ♪♪♪♪♪
Descripción: Fue uno de los temas utilizados en la película Project A, largometraje de género acción y comedia lanzada en Hong Kong el 22 de diciembre de 1983. Escrito y dirigido por Jackie Chan.
- Título: 薔薇は美しく散る (Bara wa utsukushiku chiru)

Género: BARA
Artista: 中山マミ (Nakayama mami)
Descripción: Es el tema de apertura de La Rosa de Versalles, anime de género drama y romance dirigido por Tadao Nagahama y Osamu Dezaki. Fue emitido en octubre del año 1979 y finalizado en septiembre de 1980. Conocido también como Lady Oscar.
- Título: ラムのラブソング (Ramu no rabusongu)

Género: URUSEI
Artista: kaco
Descripción: Este fue el primer opening utilizado en Urusei Yatsura, anime de género comedia adaptado del manga original en 1981, el cual consiguió un impacto cultural a su personaje principal, Lum, en un icono del manga y el anime.
- Título: 宇宙戦艦ヤマト (Uchū senkan yamato)

Género: YAMATO
Artista: ささきいさお
Descripción: Es el opening de Uchuu Senkan Yamato, también conocido como Space Battleship Yamato, anime de género ciencia ficción que fue emitida el 6 de octubre de 1974 hasta el 30 de marzo de 1975, contando con 77 episodios, 4 películas y un especial. Dirigido por Leiji Matsumoto.

## Canciones nuevas
La siguiente tabla muestra las nuevas canciones introducidas en el juego:
- Para ver la lista completa de canciones disponibles en el juego, véase: Anexo:Canciones de Pop'n music 7

| Nombre                                 | Género             | Artista                              | Personaje     | Disponible en Arcade | Disponible en PlayStation 2 |
| Anime&TV                               | Anime&TV           | Anime&TV                             | Anime&TV      | Anime&TV             | Anime&TV                    |
| -------------------------------------- | ------------------ | ------------------------------------ | ------------- | -------------------- | --------------------------- |
| ウルトラセブンの歌                     | SEVEN              | ♪♪♪♪♪                                | Mimi          | Sí                   | No                          |
| はじめてのチュウ                       | KITERETSU 2        | なぞなぞパパ                         | Mimi          | Sí                   | Sí                          |
| BITTER SWEET SAMBA                     | RADIO              | ♪♪♪♪♪                                | DJ Mimi Nyami | Sí                   | Sí                          |
| PROJECT A PROCEEDS                     | PROJECT A          | ♪♪♪♪♪                                | Nyami         | Sí                   | No                          |
| 薔薇は美しく散る                       | BARA               | 中山マミ                             | Nyami         | Sí                   | Sí                          |
| ラムのラブソング                       | URUSEI             | kaco                                 | Nyami         | Sí                   | Sí                          |
| 宇宙戦艦ヤマト                         | YAMATO             | ささきいさお                         | Mimi          | Sí                   | Sí                          |
| Konami Originals                       |                    |                                      |               |                      |                             |
| GLORIA                                 | ANTHEM             | St. Naya~n                           | PePe          | Sí                   | Sí                          |
| Passacaglia                            | RETRO FUTURE       | POST MODERN                          | WALKER        | Sí                   | Sí                          |
| スウィーツ                             | PRECIOUS           | natural bear                         | pretty        | Sí                   | Sí                          |
| Dimanche                               | LOUNGE POP         | Orange Lounge                        | RIE♥chan      | Sí                   | Sí                          |
| S・S・L ～スーパー・スペシャル・ラブ～ | Jr.R&B             | Shoichiro Hirata feat. Yumi Kawamura | Cookie        | Sí                   | Sí                          |
| 電気人形                               | DARKNESS           | フレディ波多江とエレハモニカ         | Zizz          | Sí                   | Sí                          |
| HAPPY MUSIC                            | SUNNY              | パーキッツ                           | Poet          | Sí                   | Sí                          |
| GET THE CHANCE!                        | CHEER GIRL         | MEGU & SEVEN WINDS                   | NANCY         | Sí                   | Sí                          |
| Betty Boo                              | CLUB JAZZ          | SENAX                                | Nina          | Sí                   | Sí                          |
| Denpasar                               | BALI TRANCE        | good-cool                            | shålåh        | Sí                   | Sí                          |
| Tropical Pallete                       | POP FUSION         | Mr.T                                 | Mac           | Sí                   | Sí                          |
| platonic love                          | MISTY              | N.A.R.D                              | Kagome        | Sí                   | Sí                          |
| SA-DA-ME                               | HARD ROCK          | good-cool feat. すわひでお           | YOSHIO        | Sí                   | Sí                          |
| サムライ・シンドローム                 | POWER FOLK 5       | 新堂敦士                             | Ash           | Sí                   | Sí                          |
| Cry Out (Superior Mix)                 | VISUAL 2 REMIX     | good-cool feat. KoHey                | MZD           | Sí                   | Sí                          |
| CHICKEN CHASER                         | CRAZY TECHNO       | V.C.O                                | Cyber         | Sí                   | Sí                          |
| 簡単な事だけど大切なもの               | J-ALTERNA          | Rock'n'roll King                     | Teruo         | Sí                   | Sí                          |
| フリーパス                             | CIRCUS             | パンダバンダ                         | Peetan        | Sí                   | Sí                          |
| スペース キッス                        | GLAM ROCK          | Kiddy & Sunshine Lovers              | Prince M      | Sí                   | Sí                          |
| ディスコ タイフーン                    | DISCO HOUSE        | PRIORITY feat. Sana                  | Sanday        | Sí                   | Sí                          |
| カモミール・バスルーム                 | SWEDISH            | 常盤ゆう                             | risette       | Sí                   | Sí                          |
| EXCALIBUR                              | BA-ROCK            | NL&P                                 | Sebas★chan    | Sí                   | Sí                          |
| 加油! 元気猿!                          | KYOUGEKI           | 成城猿楽団                           | Yang-Yang     | Sí                   | Sí                          |
| 林檎と蜂蜜                             | SHOWA KAYO         | 亜熱帯マジ-SKA爆弾 feat.MAKI         | MURASAKI      | Sí                   | Sí                          |
| 純愛サレンダー                         | SURF ROCK          | ザ☆チョップス                        | JUDY          | Sí                   | Sí                          |
| 夜間行                                 | DES REGGAE         | Des-ROW feat. TSUBOI for ALPHA       | Yunta         | Sí                   | Sí                          |
| CS original songs                      |                    |                                      |               |                      |                             |
| Inflation!                             | INDUSTRIAL         | Ruin Lab                             | P-1&P-2       | No                   | Sí                          |
| きまぐれな風向き                       | INNOCENT           | WATER STAND                          | MUTSUKI       | No                   | Sí                          |
| 翔べない天使                           | MODERN'80          | 新谷さなえ                           | Kelly         | No                   | Sí                          |
| 赤い蝶                                 | AUTUMM             | 岡めぐみ                             | Rachel        | No                   | Sí                          |
| エピキュリアンへの少数意見             | SHUFFLE            | SASEBO BROTHERS                      | Higurashi     | No                   | Sí                          |
| 愛が有効                               | HAMO-ROCK          | Headstand Hipopotamus                | W.B.ROSE      | No                   | Sí                          |
| Distance                               | SYMPATHY 2         | EGOISTIC LEMONTEA                    | SUMIRE        | No                   | Sí                          |
| 纏舞曲～Hysteric Rondo～               | RONDO              | miu∽myu                              | Gyorgy&Eva    | No                   | Sí                          |
| お天気とチョコレート                   | MODE               | パーキッツ                           | Candy         | No                   | Sí                          |
| ATTITUDE                               | SMOOTH             | ASparagus                            | VANTAIN       | No                   | Sí                          |
| Twilight Gloom                         | MELANCHOLY         | ASparagus                            | SYLVIE        | No                   | Sí                          |
| ステテコ捨てて行こう                   | PUMP               | School                               | Machuchu      | No                   | Sí                          |
| Secret songs                           |                    |                                      |               |                      |                             |
| 龍舞～DRAGON DANCE Revision-2          | NEW AGE REMIX      | WORLD SEQUENCE                       | MZD           | Sí                   | Sí                          |
| White Lovers                           | WINTER POP         | 新谷さなえ                           | SANAE♥chan    | Sí                   | Sí                          |
| 明なマニキュア moonlit mix             | NIGHTOUT REMIX     | Kiyommy+Seiya                        | info 4        | Sí                   | Sí                          |
| Miracle Moon ~L.E.D.LIGHT STYLE MIX~   | J-GARAGE POP REMIX | Togo Project feat. Sana              | MZD           | Sí                   | Sí                          |
| Homesick Pt.2&3                        | SOFT ROCK LONG     | ORANGENOISE SHORTCUT                 | RIE♥chan      | Sí                   | Sí                          |
| Ending theme of pop'n music 6          | SPECIAL ENDING 2   | Original Cedar                       | Rave girl     | Sí                   | Sí                          |
| Love Parade                            | STUDY              | KAORI                                | MOE           | No                   | Sí                          |
| キミに届け                             | THERAPIE           | ふじのマナミ                         | Fuki          | No                   | Sí                          |
| The tyro's reverie                     | CLASSIC 7          | Waldeus vön dovjak                   | HAMANOV       | No                   | Sí                          |
| ロケット・ラブ                         | SWEAT              | ミッキー・マサシ                     | Leicars       | No                   | Sí                          |
| Pride                                  | SPLASH             | 長沢ゆりか                           | AGEHA         | No                   | Sí                          |
| 都庁前までおねがいします               | MIRACLE            | 堀川ひとみ                           | 小山明美      | No                   | Sí                          |